# Ceriops
Ceriops é um género botânico pertencente à família Rhizophoraceae.
1. ↑  «Ceriops — World Flora Online». www.worldfloraonline.org. Consultado em 19 de agosto de 2020